# Amalthea (Mond)
Amalthea (systematische Bezeichnung: Jupiter V) ist nach den vier kugelförmigen Galileischen Monden der fünftgrößte und gilt als der größte nicht-kugelförmige Mond des Planeten Jupiter. Er ist Teil der Amalthea-Gruppe und hat unter den bekannten Jupitermonden die drittnächste Umlaufbahn um Jupiter. Amaltheas Oberfläche ist rot gefärbt, was Wissenschaftler auf Ausbrüche des Vulkans Tupan Patera auf dem Nachbarmond Io zurückführen.

## Entdeckung
Amalthea wurde am 9. September 1892 mit Hilfe eines 91-cm-Fernrohrs des Lick-Observatoriums auf dem Mount Hamilton (Kalifornien, USA) vom Astronomen Edward E. Barnard während einer systematischen Suche nach weiteren Jupitermonden entdeckt. Er war der fünftentdeckte Jupitermond nach der Erstbeobachtung der vier Galileischen Monde im Jahr 1610. Darüber hinaus war Amalthea der letzte Mond, der durch visuelle Teleskopbeobachtungen entdeckt wurde, somit gelangen alle weiteren Mondfunde anhand von analogen oder digitalen Bildaufzeichnungen.

## Benennung und Namensherkunft
Als fünftentdeckter Jupitermond erhielt Amalthea die systematische Bezeichnung Jupiter V, da die römische Ziffer V die Zahl 5 darstellt. Der französische Astronom Camille Flammarion schlug vor, dem Mond den Namen Amalthea zu geben, weshalb dieser Name bis zur offiziellen Benennung jahrzehntelang in inoffiziellem Gebrauch war. Im August 1976, etwa 50 Jahre nach Flammarions Tod, wurde der Name Amalthea dem Mond dann offiziell von der Internationalen Astronomischen Union (IAU) vergeben.
Benannt wurde der Mond nach dem weiblichen Naturgeist Amalthea aus der griechischen Sagenwelt, der den Gott Zeus einer Sage nach mit Ziegenmilch großgezogen haben soll.

## Aufbau und physikalische Daten
Amalthea ist ein sehr unregelmäßig geformter Körper und besitzt in etwa die Gestalt eines Ellipsoids mit einer Ausdehnung von 250 km × 146 km × 128 km, wobei die Längsachse auf Jupiter gerichtet ist. Daher muss der Mond bereits ausreichend lang auf seinem heutigen Orbit um den Riesenplaneten rotieren, so dass dessen Gezeitenkräfte ihn in die Position niedrigster Energie zu bringen vermochten. Die Dichte ist mit 0,85 g/cm3 sehr gering; das spricht für einen porösen Aufbau aus Wassereis. Möglicherweise handelt es sich um ein „zugelaufenes“ Objekt, das entweder aus dem äußeren Jupitersystem stammt oder in großem Sonnenabstand entstanden und durch Jupiters Anziehungskraft eingefangen worden ist.
Amalthea hat eine sehr dunkle, tiefrot gefärbte Oberfläche mit einer Albedo von 0,09; das heißt, nur 9 % des einfallenden Sonnenlichts werden reflektiert. Die Rotfärbung ist möglicherweise auf Ablagerungen von Schwefel zurückzuführen, der vom Mond Io bei Vulkanausbrüchen in den Weltraum geschleudert wurde.  Darüber hinaus sind helle grünliche Muster sichtbar, deren Ursprung noch unbekannt ist.
Die Oberfläche ist stark verkratert. Einige der Einschlagkrater sind im Vergleich zu Amaltheas Größe sehr ausgedehnt. Der größte Krater Pan besitzt einen Durchmesser von 100 km und ist 8 km tief. Der Krater Gaea hat einen Durchmesser von 90 km und ist vermutlich 16 km tief. Zwei Gebirgszüge, Mons Lyctas und Mons Ida, erheben sich etwa 20 km.
Amalthea rotiert in 11 Stunden und 57 Minuten um die eigene Achse und weist damit, wie der Erdmond und die übrigen inneren Jupitermonde, eine gebundene Rotation auf.
Die scheinbare Helligkeit beträgt 14,1m, so dass Amalthea als lichtschwaches Objekt erscheint und wegen der Helligkeit des nahen Jupiters von der Erde aus schwierig zu sehen ist.
Wie Io gibt Amalthea mehr Wärme ab, als der Körper von der Sonne empfängt. Dies könnte auf elektrische Ströme zurückzuführen sein, die bei der Bewegung der Monde durch Jupiters Magnetfeld induziert werden.

## Galerie

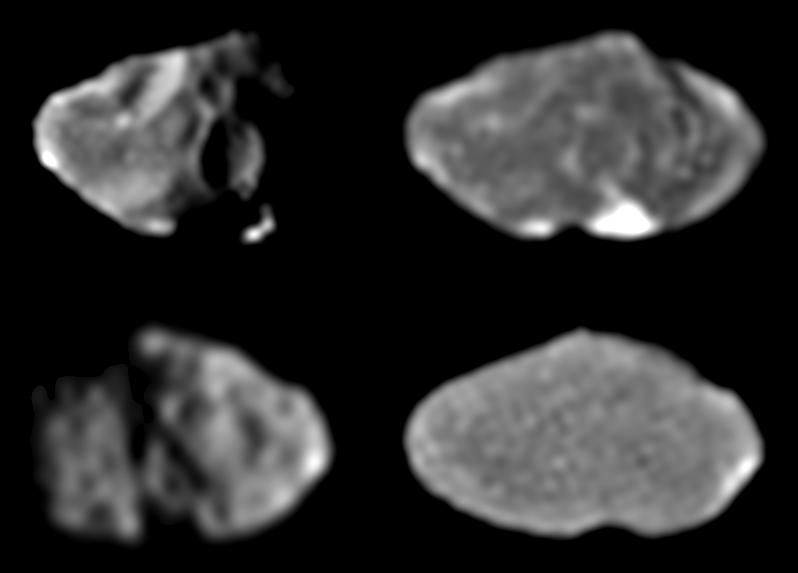
Krater Pan erscheint im Vergleich zu Amalthea riesig (Aufnahme 1 und 2)
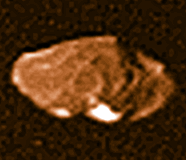
Farbfoto, gemacht von Voyager 1,1979. Pan ist am oberen rechten Rand zu erkennen, wie auch Gaea am unteren zu sehen ist (helle Flecken).
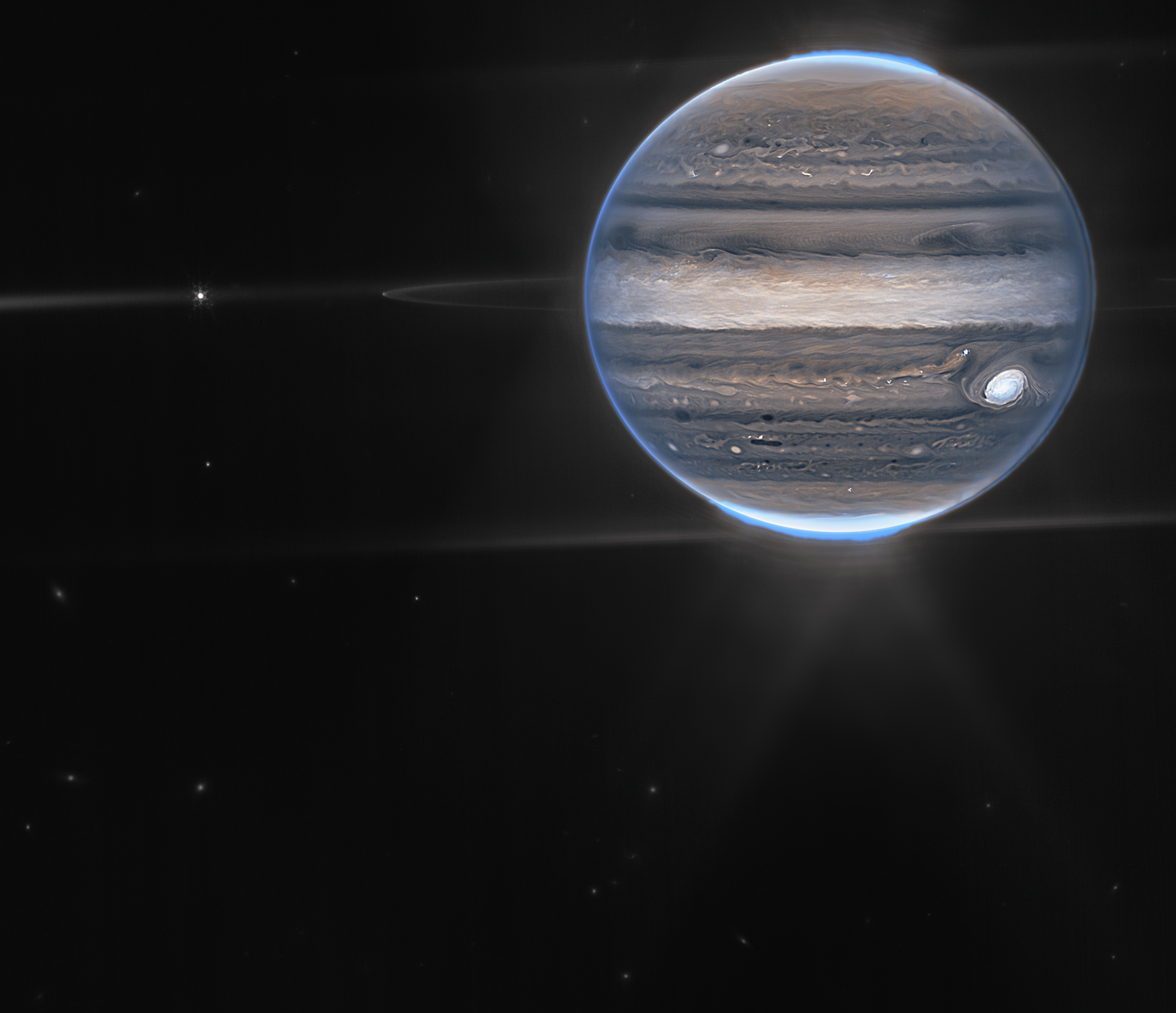
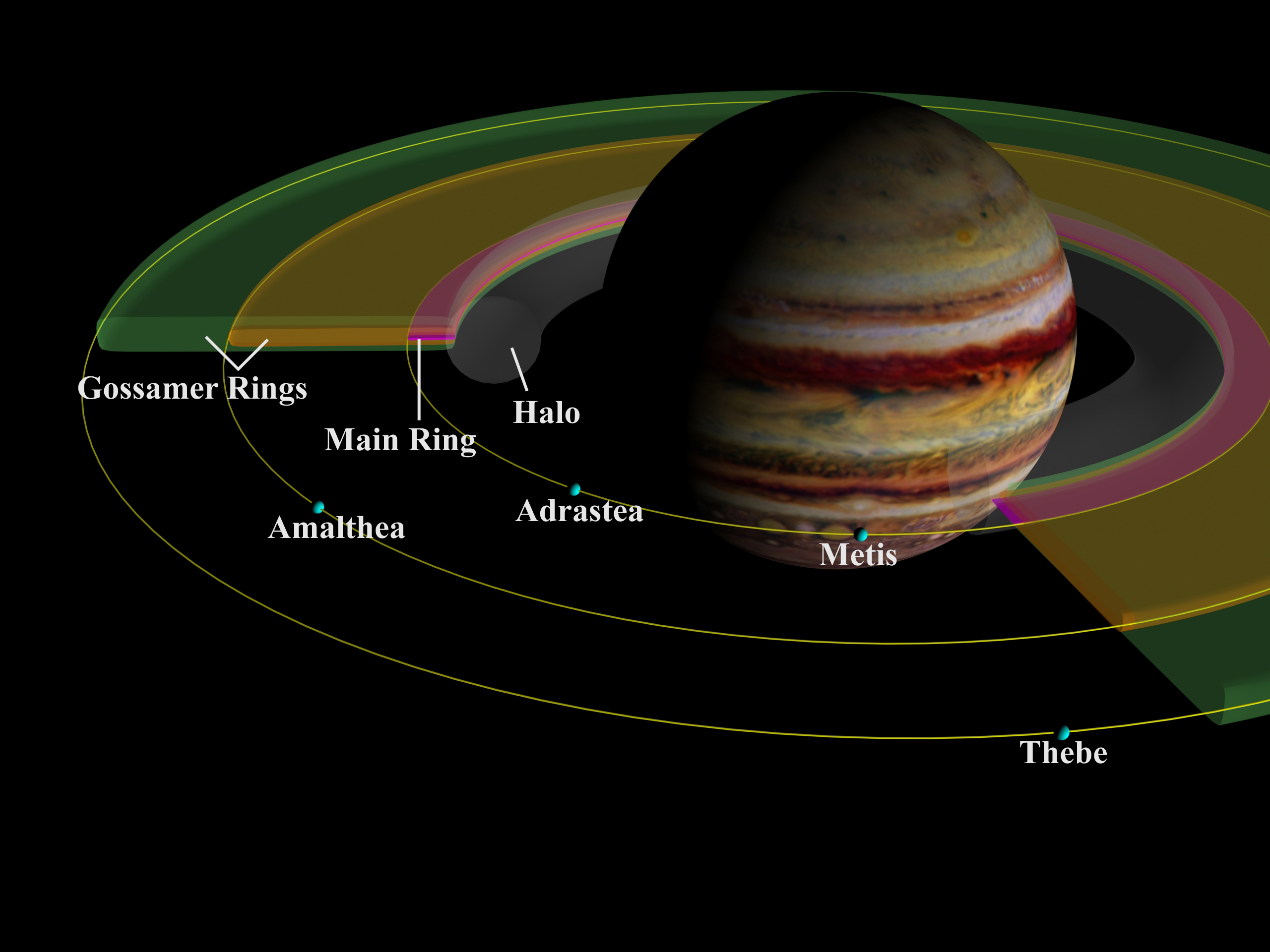
Schema des Ringsystems von Jupiter, gelb ist der Amalthea-Gossamer-Ring dargestellt
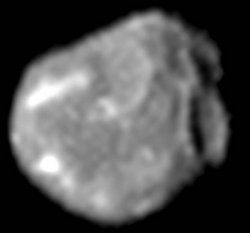
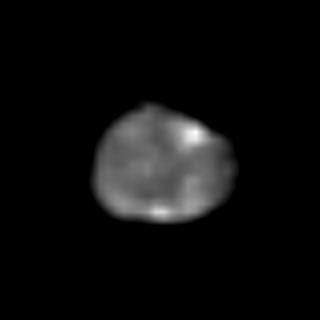
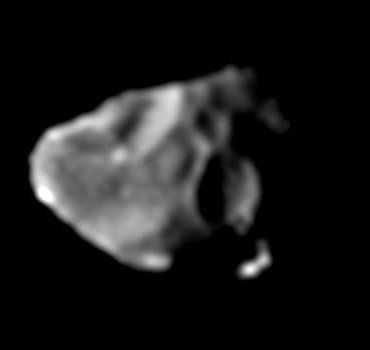
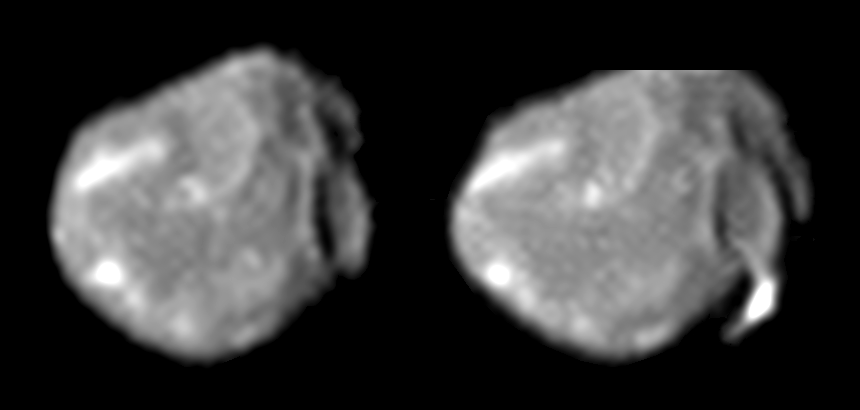